# Petra (Prevezas)
Petra (griego: Πέτρα) es una localidad griega ubicada en la unidad periférica de Préveza de la periferia de Epiro. Pertenece al municipio de Zirós y, dentro del mismo, se ubica en la unidad municipal de Filippiada. Según el censo griego de 2011, tenía 392 habitantes.
Se ubica unos 10 km al suroeste de la capital municipal Filippiada.